# Kexholms fästning

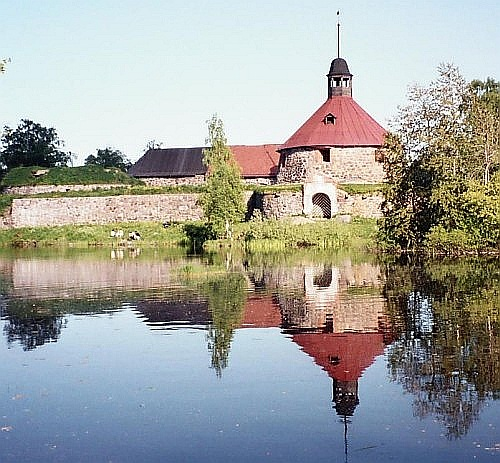
Kexholms fästning.

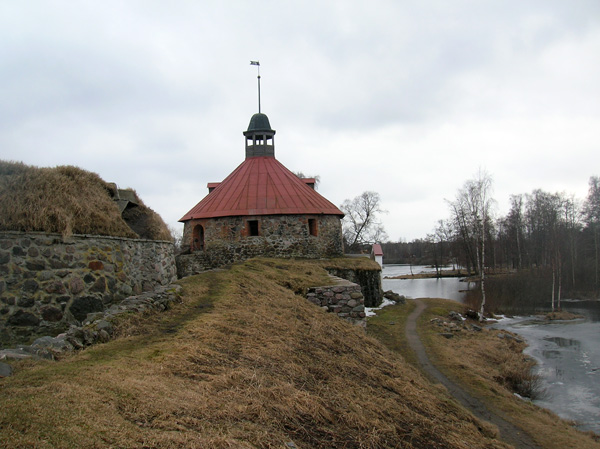

Kexholms fästning (ryska: Корела, finska: Käkisalmen linna) ligger vid staden Kexholm, och grundades av kareler som kallade platsen Käkisalmi eller Käkisaari.

## Karelarnas och ryssarnas fästning
Kexholms fästning ligger vid Vuoksens strand några kilometer från dess utlopp i Ladoga. På platsen fanns under sen järnålder en betydande karelsk handelsplats, som senast i slutet av 1200-talet omgavs av timrade försvarsanläggningar. Svenskarna gjorde 1295 ett angrepp och erövrade fästningen men förlorade den snart igen till novgoroderna. Den karelska befolkningen gjorde misslyckade uppror 1314, 1337 och 1384 mot novgoroderna. Svenskarna lyckades inte erövra fästningen under 1300- och 1400-talet. Novgoroderna rev 1310 det gamla fästet och byggde upp en timrad befästning på samma plats. Efter en brand byggdes ett fyrkantigt torn av sten. Den trånga slottsholmen kunde inte rymma alla och efterhand flyttade befolkningen till den intilliggande ön Spaski som idag sticker ut som en udde från fastlandet. 
Fästningen fick nya herrar då storfursten av Moskva 1478 erövrade Novgorod. Kexholm fick därefter vara ifred till år 1578 då svenskarna försökte bränna den, men regnet hjälpte försvararna att släcka elden. År 1580 måste fästningen kapitulera inför den svenska armén som leddes av Pontus de la Gardie. Fästningen besattes därefter med finska trupper, fotfolk, ryttare och artillerister. Redan år 1582 byggdes det gamla tornet om till ett runt torn. År 1587 inleddes ombyggnaden av fästningen men till att börja med endast i timmer och mylla. Därtill byggdes ett eller två torn till och en krutkällare med stenbodar ovanpå. Ön Spasski försågs med nya vallar och torn och kallades därefter den nya fästningen. År 1597 återlämnades fästningen enligt fredsavtalet i Teusina till ryssarna.

## Den svenska fästningen
Under den stora oredan i Ryssland sändes svenska trupper under Jakob de la Gardie i början av sommaren 1610 till Kexholm och eftersom fästningen inte kunde stormas inleddes en belägring som varade ända till den 2 mars följande år. Fästningen var i gott skick men olika reparationer gjordes på murarna och bostadshus för ledningen byggdes. Den svenska garnisonen hade vanligtvis två kompanier av fotfolk och inalles ca 200 personer i tjänst. Eftersom Kexholm kom att ligga långt från krigshändelserna gjordes under resten av den svenska tiden endast småreparationer på fästningen. Under Karl X Gustavs ryska krig belägrades Kexholm av ryska trupper sommaren 1656 liksom sensommaren 1657 men vardera belägringen hävdes som obehövlig. 

## Den ryska och finska fästningen
Nästa gång fästningen berördes av krig var under Stora nordiska kriget då Kexholm belägrades under två månader 1710 för att till sist kapitulera. Efter freden bestod den militära delen av fästningen i huvudsak av ön Spasski medan den gamla fästningen hyste ett fängelse och ibland var helt tom på människor. En liten rysk garnison stannade kvar i fästningen efter kriget men vid tiden för Hattarnas ryska krig utvidgades den till fyra infanterikompanier och 200 artillerister. Då byggdes också flera nya kaserner. I juli 1812, efter Kexholms övergång till storfurstendömet Finland, tömdes fästningen på militär personal. Garnisonen lades officiellt ned 1850 men under Krimkriget inkvarterades soldater i staden och dess omgivning. Under 1800-talets sista decennier vaknade intresset för fästningens kulturhistoriska betydelse och ett hembygdsmuseum inrättades. I vår tid är fästningen öppen för allmänheten och i det runda tornet finns åter ett museum.